# دلیله تورینا
دلیله تورینا (انگلیسی: Dalilah; ۷ ژوئیهٔ ۱۹۳۶ – ۱۷ سپتامبر ۲۰۰۱) هنرپیشه اهل مصر بود. او بیشتر به عنوان یک رقاص در سبک رقص عربی شهرت دارد‌.